# From Paris with Love
From Paris with Love er en fransk actionfilm fra 2010 med John Travolta og Jonathan Rhys Meyers i hovedrollerne. Manus er skrevet af Luc Besson, og den er instrueret af Pierre Morel. Danske Sami Darr ses i rollen som en pakistansk alfons i en af scenerne. Filmen blev vist i amerikanske biografer den 5. februar 2010. Filmen blev udgivet på DVD i USA den 8. juni, 2010, og den udkom på DVD og Blu-ray i Storbritannien den 2. august, 2010.

## Handling
James Reese (Jonathan Rhys Meyers) er ansat som personlig assistent for USAs ambassadør i Frankrig. Han bor i Paris sammen med en smuk fransk kæreste, og ved siden af er han ansat i CIA på lavt niveau. Reese ønsker at blive ansat på højere niveau i CIA og få mere ansvar, og han bliver partner med den hemmelige agent Charlie Wax (John Travolta). Hans første opgave er at få Wax løsladt fra forvaringen på en flyplads fordi det franske toldvæsen ikke vil lade ham bringe sin favorit-energidrik ind i landet. Reese klistrer et stort klistermærke om diplomatisk immunitet på Wax' bagage, der indeholder energidrikken, hvilket gør hans bagage immun mod told og en eventuel karantæne.
Efter at have forladt flypladsen viser Wax at boksene med energidrik skjuler forskellige dele til hans personlige skydevåben, som han refererer til som "Mrs. Jones". Wax påstår at han er blevet sendt til Paris for at efterforske en narkotikaring, der var indirekte ansvarlig for drabet på en ung kvinde, som tilfældigvis var niecen til den amerikanske forsvarsministeren. Under efterforskningen afslører Wax at det faktisk ikke var et overdosis-dødsfald, og at deres egentlige mål er at finde ud af hvor en gruppe pakistanske terrorister får penge fra. Beviserne fører dem til nogle terrorister, og dette resulterer i en væbnet konfrontation hvor de fleste af terroristene bliver neutraliseret.
Wax og Reese får at vide at terroristerne planlægger at infiltrere den amerikanske ambassade i Paris under et topmøde med eksplosiver skjult under en klædedragt. Under jagten på flere ledetråde, finder de fotografier af Reese fæstet til en væg. Wax opdager at Reeses forlovede, Caroline (Kasia Smutniak), er en af terroristerne. Når de konfronterer hende skyder hun Reese i skulderen og stikker af gennem et vindue. En terrorist angriber en amerikansk bilkortege på vej til topmødet ved ambassaden. Wax ødelægger bilen med en raketkaster før den når at gøre skade. I mellemtiden går Reese til topmødet og finder Caroline. Han prøver at få hende fra at springe sig selv i luften, og han erklærer hvor meget han elsker hende. Hun prøver at detonere eksplosiverne alligevel, og Reese må dræbe hende. Wax forlader Paris kort tid senere, og Reese eskorterer ham til flyet. De spiller et parti skak lige udenfor flydøren, og lægger sine håndvåben fra sig ved siden af skakbrættet før de skal begynder spillet, Reese viser sin nye pistol frem, en Desert Eagle, til Wax' beundring.

## Medvirkende
- John Travolta som Charlie Wax
- Jonathan Rhys Meyers som James Reese
- Kasia Smutniak som Caroline
- David Gasman som tysk turist/The Voice
- Richard Durden som ambassadør Bennington
- Yin Bing som M. Wong
- Amber Rose Revah som Nichole
- Eric Godon som udenrigsminister
- Sami Darr	som Hallick
- Julien Hagnery som kinesisk skurk
- Mostéfa Stiti som Dir Yasin
- Rebecca Dayan som	udenrigsministerens assistent
- Alexandra Boyd som delegationschef
- Farid Elouardi som chauffør
- Melissa Mars som Wax's hora